# رودولفو
رودولفو (بالبرتغالية: Rodolfo Tito de Moraes‏) هو لاعب كرة قدم برازيلي في مركز الدفاع، ولد في 5 مارس 1997 في البرازيل. لعب مع نادي بوا إيسبورت.

## وصلات خارجية
- رودولفو على موقع رابطة كرة القدم اليابانية للمحترفين (اليابانية)
- رودولفو على موقع Soccerway.com (الإنجليزية)
- رودولفو على موقع عالم كرة القدم.نت (الإنجليزية)